# الموك

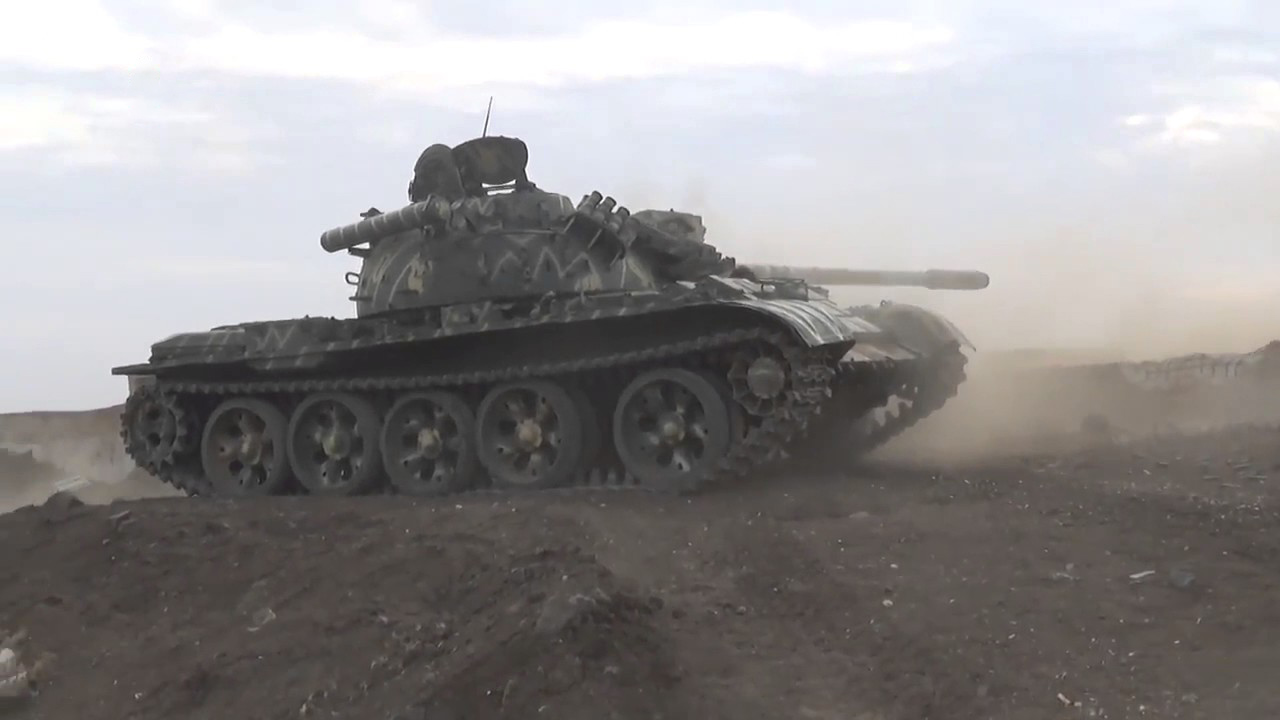
دبابة للمعارضة بدرعا

الموك أو الموم (بالإنجليزية: Military Operations Center)‏ هي غرفة عسكرية خارجية ومقر قيادة وتنسيق وإصدار أوامر تديرها الولايات المتحدة الأمريكية وفرنسا وبريطانيا والأردن وبعض دول الخليج، تشكلت في عام 2013 وتطورت عام 2014، وتضم فصائل عدة من الجيش الحر في درعا والقنيطرة وريف دمشق وريف حلب الشمالي.

## المبادئ
تهدف الغرفة إلى تقديم مختلف أشكال الدعم للفصائل المنضوية تحت لواءها مقابل احترام شروط أو «خطوط حمراء»، والتي هي:
- عدم المساس والاقتراب وتهديد الحدود الإسرائيلية بأي طريقة كان.
- حماية الحدود مع الجولان المحتل من أي تسلل إلى داخل إسرائيل.
- عدم إقرار أو شن أية معركة أو عملية عسكرية إلا بموافقة من الغرفة عن طريق ممثلي الفصائل.
- الالتزام بكل ما يصدر عن غرفة الموك من مختلف الأوامر كالانسحاب أو الهجوم.
- عدم الاقتراب من محافظة السويداء وبعض القرى الدرزية في القنيطرة والإقرار بحقها في الوجود.
- التأكيد على دولة مدنية و«سوريا الحديثة» محترمة للأعراق والمذاهب.
- محاربة الإرهاب والجماعات المتطرفة خاصة تنظيم الدولة الإسلامية وجبهة النصرة وحركة المثنى الإسلامية ولواء شهداء اليرموك المبايعة للتنظيم.[3]

وفي حال خالفت فصيل هذه الشروط يتم معاقبتها بطرائق عدة كقطع الإمداد، وإيقاف الرواتب عن مقاتليه.

## المنتمين
- ينتمي إليها في الجنوب حوالي 20 فصيلا أهمها: جبهة ثوار سوريا، وجبهة أنصار الإسلام، وألوية سيف الشام، وألوية الفرقان، وفرقة شباب السنة، وفصائل الجبهة الجنوبية.
- وينتمي اليها في الشمال فصائل ريف حلب الشمالي.
- ولهم وجود في القلمون الشرقي وريف دمشق.[4]

## الدعم
تتعدد أشكال الدعم ما بين لوجستية وعسكرية دولية، تتمثل بتسليح الفصائل بمختلف أنواع الأسلحة الغربية، وتقديم سلات غذائية، ورواتب شهرية، ومعالجة الجرحى ، ومعسكرات تدريب  ، وأمان روسي بعدم استهداف فصائل الموك.

## خلافات وانتقادات
- الفصائل الموكية لا يحق لها شن أية عملية عسكرية إلا بموافقة من غرفة الموك، يتهم بعض الناشطين فصائل الجنوب بتعطيل جبهات القتال بين الجيش الحر والجيش السوري [5]، كما أن معارك المعارضة في الجنوب بعد انضمامها لغرفة الموك لم تعد تسير وفق مصالح وأهداف «الثورة السورية»، وإنما وفق المصالح الغربية وأمن دول الجوار، مثل معركة «الأرض لنا»، التي جاءت بهدف أبعاد ما سماه «الميليشيات الإيرانية» عن القوات الأمريكية في بلدة التنف[6]، ومعارك حوض اليرموك والتي جاءت بهدف إبعاد الجماعات المتطرفة عن الحدود السورية الإسرائيلية.
- اتهم أحد قادة الجيش الحر أمريكا بأنها تنجد «الفاسدين»، وعديمي الخبرة على حسب قوله.[4]
- تمرد حركة أحرار الشام وجبهة النصرة عن الموك، واتهم بعض قادة الأول مبادئ غرفة الموك بأنها مناقضة للحرية والكرامة.[3]